# Ćaciland
Ćaciland (szerbül: Ћациленд) egy informális és szatirikus elnevezés volt a Pionirski parkban létrehozott tábornak Belgrádban, Szerbiában, amely 2025 márciusában gyülekezőhellyé vált önjelölt diákok és polgárok egy csoportja számára, köztük a Szerb Haladó Párt (SNS) támogatói és egy magát "Diákok 2.0"-nak nevező csoport. A kifejezés a nyilvános diskurzusban és a közösségi médiában jelent meg, gyakran pejoratív vagy szatirikus konnotációkkal, válaszként a parkban történő gyülekezésre, amely a Szerbia-szerte zajló diáktüntetések és egyetemi blokádok ellen irányult.

## Történelmi háttér
2025 márciusában a belgrádi belvárosban található Pionirski park a "Diákok 2.0" csoport gyülekezőhelyévé vált, akik az egyetemi oktatás folytatása mellett álltak ki. Ez ellentétben állt a tüntető diákokkal, akik elszámoltathatóságot követeltek a Novi Sad-i vasútállomás előtetőjének 2024. november 1-jei összeomlása után, amelyben 15 ember vesztette életét. A tüntetések gyorsan Szerbia egyik legnagyobb tömegmozgalmává fejlődtek 2000 óta, az ország több mint 400 városában és településén tartott demonstrációkkal.

## A "Ćaciland" név eredete
A "Ćaciland" kifejezés először a közösségi médiában jelent meg, és gyorsan népszerűvé vált a nyilvános diskurzusban. A Pionirski parkban tartott gyülekezés ellenzői ezt a nevet használták a "Diákok 2.0" csoport kigúnyolására, "ćaci"-nak (a diákok lekicsinylő kifejezése) nevezve őket és megkérdőjelezve diákstátusukat. A nevet átmenetileg még a Google Térképen is használták a park megjelölésére.

## Események a Pionirski parkban
A nagy tüntetés napján, 2025. március 15-én, körülbelül húsz fiatal, izmos és jól képzett férfi érkezett a "Ćaciland"-be, és beengedték őket a parkba. A "Ćaciland"-ről szóló médiatudósítás erősen polarizált volt.
A "Ćaciland" különösen feltűnő jellemzője volt a több száz mezőgazdasági traktor jelenléte, amelyeket a park körül helyeztek el.

## Nyilvános reakciók
A "Ćaciland" jelenség a szerb társadalom megosztottságának szimbólumává vált a 2025-ös diáktüntetések során.  Az események nemzetközi figyelmet vontak magukra.
A tüntetések utáni napon a terület csatatérnek nézett ki, megrongálódott traktorokkal, néhány felborulva, mindenütt törött üveggel.
A "Ćaciland" és a diáktüntetések körüli események nemzetközi figyelmet vontak magukra. 2025. március 26-án az Osztrák Nemzetközi Politikai Intézet (oiip) online panelbeszélgetést szervezett.
A "Ćaciland"-ről szóló médiatudósítás erősen polarizált volt.
A kormányközeli média a "Diákok 2.0"-t legitim diákokként ábrázolta, akik az oktatáshoz való jogukat védik, míg a független média az eseményt megrendezett ellentüntetésként jellemezte.

## Külső hivatkozások
- Deutsche Welle: Megbuktathatják-e a szerb diáktüntetések a kormányt?
- Heinrich-Böll-Stiftung: Demokratikus kezdethez vezet-e a szerb tiltakozó mozgalom?
- France 24: Blokádoktól a szavazatokig: szerb diákok szembesítik a kormányt
- Balkan Insight: Diáktüntetők előrehozott választásokat követelnek a szerbiai korrupció ellensúlyozására